# Bystrinskij rajon
Il Bystrinskij rajon è un rajon della Russia (distretto) del Kraj di Kamčatka, nell'estremo oriente russo. Il capoluogo è il piccolo centro di Ėsso.